# Eilshausen
Eilshausen ist ein Ortsteil der ostwestfälischen Gemeinde Hiddenhausen im Kreis Herford, Nordrhein-Westfalen. Eilshausen ist mit rund 4672 Einwohnern der zweitgrößte Ortsteil der Gemeinde Hiddenhausen. Bis Ende 1968 war Eilshausen eine selbständige Gemeinde im Landkreis Herford und im Amt Herford-Hiddenhausen.

## Geschichte
Eilshausen ist wahrscheinlich, wie die meisten Orte mit der Endung „-hausen“, in der Karolingerzeit in einer Waldrodung entstanden. Im Jahr 1151 wurde Eilshausen das erste Mal in der Schenkungsurkunde der Äbtissin des Stiftes Herford Godesti erwähnt. Die Schreibweise war damals Eilleshusun. Aus der Namensform, besonders aus der niederdeutschen Aussprache „Oijjelshussen“, ist zu schließen, dass der Gründer des Dorfes Eilshausen ein sächsischer Häuptling Agilwolf war, dessen Name mundgerechter Agilolf lautete. Dieser Name war im Sachsenvolk häufig und gebräuchlich. Die Kose- und Kurzform des Namens war Agilo. So lautete wahrscheinlich der Name der Siedlung zuerst Agilwolfshusun, also die Häuser oder das Dorf eines Agilwolfs. In der Folgezeit wurde dann der Name immer mehr abgeschliffen, in Agilofshusun, in Agiloshusun, in Agilshusun, in Ailshusun und zuletzt in Eileshusun. In der Heberolle des alten Stiftes aus dem 12. Jahrhundert findet sich die Form Eileshusun, im 13. Jahrhundert Eilinchusun, 1361 Elshusen, 1370 Eylshusen und 1413 Eylshus. Zur Zeit des großen Kurfürsten hieß der Ort Eyelshausen.
Eilshausen war eine Siedlung, die sich zu einem westfälischen Angerdorf entwickelte. Es ist zu vermuten, dass die Höfe einmal dicht am Wiesenbach gelegen haben, da die früher hier betriebene Spinnerei eine feuchte Luft erfordert. Später sind sie höher hinaus und an andere Ortsstellen verlegt worden.
Nach der Osnabrücker Chronik dehnten sich im Jahr 1576 die Grenzen von Eilshausen weiter nach Süden aus. Für die Abtretung der Flur im Südosten ist die abteyliche Brandhorst hinzugekommen, die heute mit Eilshausen eine Gemeinde bildet.
Als in früheren Jahrhunderten das Dorf nur wenige Einwohner zählte, haben noch Missernten, Hungersnöte und Seuchen gewütet (z. B. starben in einem Jahr 99 Personen an Blattern und Ruhr und in einem anderen starben 60 Kinder an Pocken).
Die schnelle Entwicklung des Dorfes begann im 19. Jahrhundert. Die Einwohnerzahlen stiegen sprunghaft, als die aufkommende Zigarrenindustrie in der Umgebung fleißigen und sauberen Bewohnern neue Verdienstmöglichkeiten bot. Aus dem Bauerndorf wurde ein Mischdorf, in dem die Industrie immer mehr Menschen beschäftigte und allmählich zu einer wirtschaftlichen und soziologischen Umschichtung führte.
In der Zeit nach dem Zweiten Weltkrieg, als die Wohnungsnot durch den Flüchtlingszustrom in das Unermessliche stieg, versagte die Bürgerschaft nicht, sondern ging dem Wohnungselend durch die Gründung des Gemeinnützigen Vereins zur Behebung der Wohnraumnot in tätiger Selbsthilfe zu Leibe. In der kurzen Zeit seines Bestehens gelang es ihm, mit den Beiträgen seiner Mitglieder bereits 44 Wohnungen zu erstellen. Die Jahreszahlen 1946 und 1950 lassen deutlich den Zustrom von Flüchtlingen erkennen. Die Flächengröße blieb in der ganzen Zeit konstant und bewegte sich zwischen 4,07 km² und 4,12 km².
Von den 3450 Einwohnern des Jahres 1950 ist nur noch ein kleiner Teil im althergebrachten Bauerntum beschäftigt und verwurzelt. Die Zahl der neu erbauten Häuser lässt ungefähr die aufsteigende Linie in den Jahrzehnten erkennen.
Vom Mittelalter bis zur Franzosenzeit gehörte Eilshausen zur Vogtei Enger im Amt Sparrenberg der Grafschaft Ravensberg. Von 1807 bis 1813 gehörte Eilshausen zum Kanton Bünde, der von 1807 bis 1810 zum Königreich Westphalen und von 1811 bis 1813 zum Kaiserreich Frankreich gehörte. 1816 kam Eilshausen zum Kreis Bünde, der 1832 im Kreis Herford aufging. Im Kreis Herford bildete Eilshausen eine Gemeinde im Amt Herford-Hiddenhausen. 
Am 1. Januar 1969 wurde der Ort durch das Herford-Gesetz nach Hiddenhausen eingemeindet.

## Kirchen

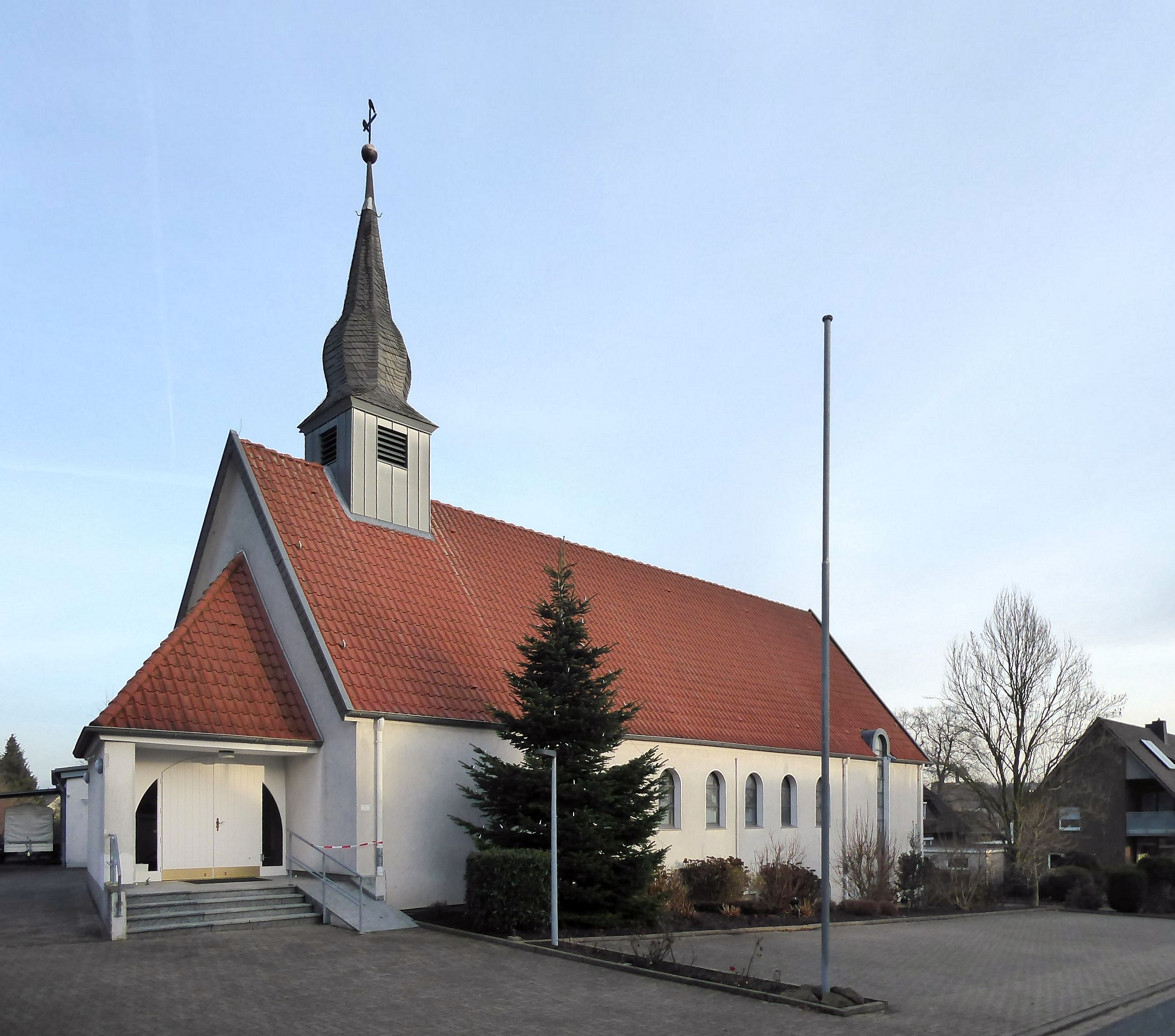
Katholische Kirche St. Bonifatius in Eilshausen

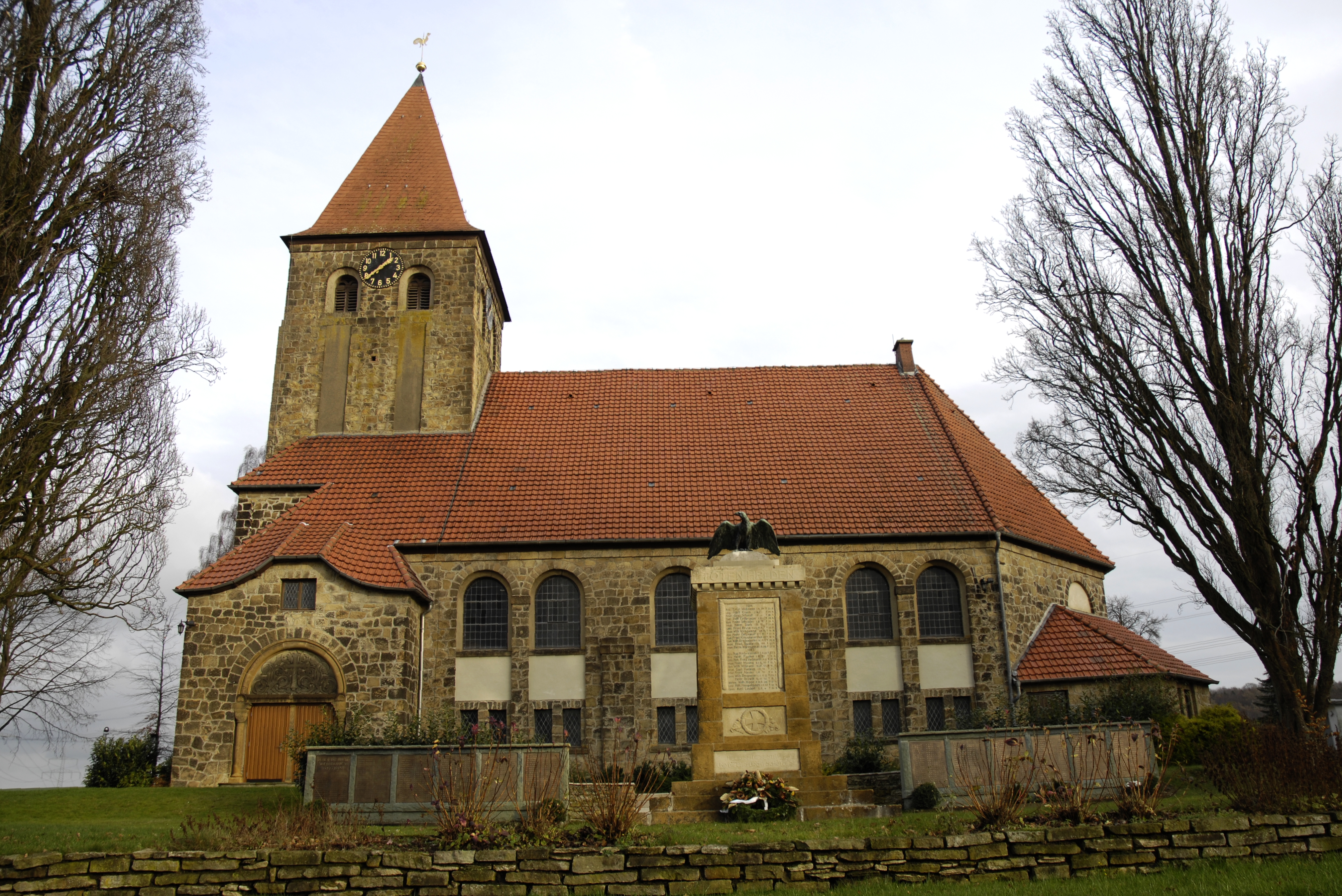
Evangelische Kirche in Eilshausen

In Eilshausen befinden sich zwei Kirchen. Die katholische Kirche St. Bonifatius am Bonifatiusweg und die Evangelische Kirche Eilshausen an der Bünder Straße.

## Schulgeschichte
Am 25. Oktober 1893 wurde in Eilshausen die erste eigene Schule eröffnet, die „Volksschule Eilshausen“ als „vierklassige evangelische Ganztagsschule“. Bis dahin besuchten die Kinder die Volksschule in Hiddenhausen. Die Lehrer Sievert (Rektor bis 1929), Haselhoff und Busse übernahmen zunächst drei Klassen, in denen jeweils zwei Jahrgänge zusammengefasst waren. Sie unterrichteten im ersten Jahr in drei Klassenräumen vor- und nachmittags 234 Kinder.
Die Schülerzahl wuchs auf 351 Schüler und die Schule bildete ab 1910 sechs Klassen. Eine weitere Schule, das „Brandhorster Schulgebäude“ wurde errichtet. Der Erste Weltkrieg machte viele Pläne zunichte. Die Volksschule wurde aber nach dem Krieg erneut sechsklassig gegliedert. Diese Einteilung blieb bis nach dem Zweiten Weltkrieg erhalten. Nach 1947 konnte jeder Jahrgang eine eigene Klasse bilden. Die Schulzeit wurde auf 9 Jahre verlängert. Im Jahre 1951 wurden in Brandhorst 118 Kinder von 3 Lehrern, im Dorf 380 Kinder von 7 Lehrern in insgesamt 7 Klassenräumen unterrichtet. Die Schulraumnot war groß. 1958 erhielt Eilshausen das neue noch heute genutzte Schulgebäude.
1968 wurden die Volksschulen aufgelöst. An ihre Stelle traten zwei neue selbständige Schulformen, die Grundschule und die Hauptschule. Unter der Leitung von Rektor Hermann Beyer wurde die Hauptschule Eilshausen gegründet, mit der Leitung der Grundschule wurde Heinz Hänchen beauftragt. Am 1. August 1968 hatte die Grundschule 232 Schüler.
Die Hauptschule Eilshausen zog am 1. November 1976 in ein neues Gebäude nach Lippinghausen um. Am 1. August 1982 gründete der Kreis die Wittekindschule als „Schule für Sprachbehinderte“ und nutzt seitdem einen Teil des Schulgebäudes in Eilshausen. In der Grundschule übernahm am 1. August 1983 Wolfgang Kurrek die Leitung.
Ab 1. April 1999 leitete die Rektorin Annette Sliwinski die zweizügige Schule, die von rund 180 Kindern besucht wurde. Seit dem Schuljahr 2010/11 heißt sie  Paul-Maar-Grundschule. Sie gehört als Hauptstandort (161 Kinder) einem neuen Gemeinschaftsgrundschulverbund an, zu dem noch zwei Teilstandorte gehören: die ehemaligen Grundschulen Hiddenhausen (99 Kinder) und Oetinghausen (101 Kinder). Die Schulleitung obliegt Claudia Gelke.

## Wirtschaft und Infrastruktur

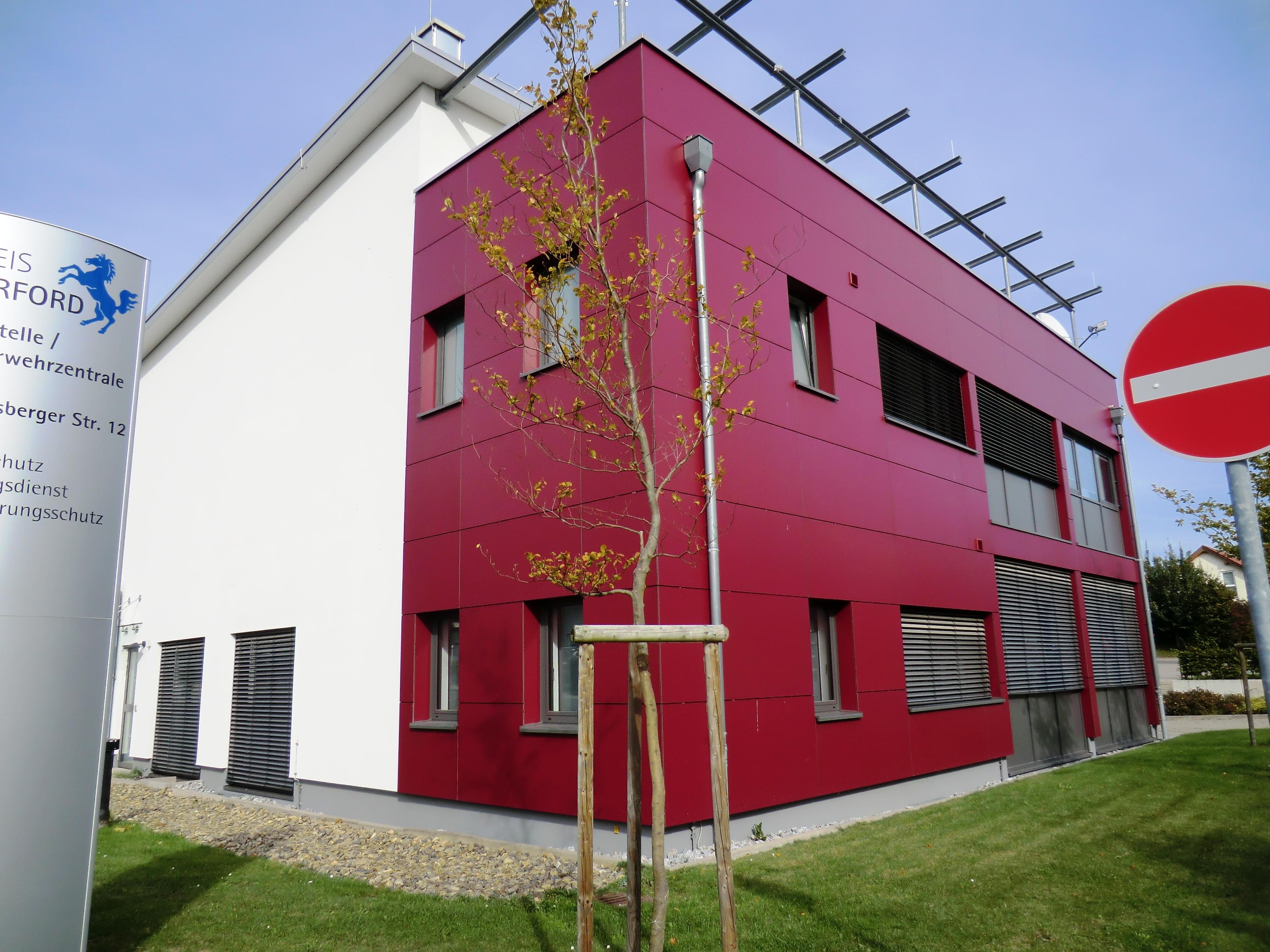
Kreisfeuerwehrzentrale

### Ansässige Unternehmen
In Eilshausen befindet sich u. a. die Kreisfeuerwehrzentrale.

### Verkehr
Eilshausen liegt direkt an der Landesstraße 545, die von Bünde nach Herford führt.

Es verkehren regelmäßig Regionalbusse nach Bünde und Herford im dichten Taktverkehr.

## Einwohnerentwicklung
- 1885: 0936 Einwohner
- 1925: 2392 Einwohner
- 1933: 2599 Einwohner
- 1939: 2643 Einwohner
- 2004: 4802 Einwohner
- 2006: 4832 Einwohner
- 2014: 4583 Einwohner
- 2018: 4615 Einwohner

## Archäologie
Eine in einem Brandgräberfeld bei Eilshausen gefundene Hängebrosche vom Typ Babilonie wird ins 3. oder 2. vorchristliche Jahrhundert datiert.

## Persönlichkeiten
- Friedrich Hartmann (1908–1943), Jurist und Landrat